# Henry Moore (oficial de policía)
Henry Moore (2 de junio de 1848 – 1918) fue un policía británico inicialmente asentado en Northamptonshire, en Inglaterra. El citado se incorporó a la Policía Metropolitana de Londres el 26 de abril de 1869, fue ascendido a sargento el 29 de agosto de 1872, y luego pasó a desempeñarse como inspector el 25 de agosto de 1878. El 30 de abril de 1888 ingresó al Departamento de Investigación Criminal en Scotland Yard.
En septiembre de 1888 fue asignado a la zona de Whitechapel, en el East End londinense, para reforzar la investigación referida a los llamados asesinatos de Whitechapel, y que poco después del asesinato de Mary Ann Nichols fueron adjudicados a un único ejecutante al que se comenzó a llamar con el apodo de "Jack the Ripper". Y en julio de 1889, el inspector Frederick Abberline tomó posesión como el principal oficial de investigación en dicho caso. El citado Henry Moore permaneció como detective principal investigando este caso hasta 1896, fecha en la que el asesino serial 'Jack el Destripador', que nunca pudo ser identificado, pareció estar definitivamente inactivo.
Moore fue promovido a inspector primera clase el 22 de diciembre de 1890, y a inspector-jefe el 27 de septiembre de 1895, y después de su retiro de la Fuerza Metropolitana el 9 de octubre de 1899, trabajó para la compañía Great Eastern Railway (GER) desempeñando funciones de superintendente hasta su segunda jubilación en 1913.